# Fanch Vidament
Vous pouvez aider à l'améliorer ou bien discuter des problèmes sur sa page de discussion.
- Il ne cite pas suffisamment ses sources. Vous pouvez indiquer les passages à sourcer avec {{référence nécessaire}} ou {{Référence souhaitée}}, et inclure les références utiles en les liant aux notes de bas de page. (Marqué depuis décembre 2019)
- Il n’est pas rédigé dans un style encyclopédique. (Marqué depuis décembre 2019)

- Archive Wikiwix
- Bing
- Cairn
- DuckDuckGo
- E. Universalis
- Gallica
- Google
- G. Books
- G. News
- G. Scholar
- Persée
- Qwant
- (zh) Baidu
- (ru) Yandex
- (wd) trouver des œuvres sur Wikidata

Fanch Vidament, né le 13 juin 1948 à Kérity et mort le 11 novembre 1982 à Saint-Servais, est un artiste peintre français. 

## Biographie
« Peintre-paysan », Fanch Vidament a peint de nombreux tableaux tout en tenant une petite exploitation agricole en Centre-Bretagne.
Le journaliste Tanguy Destable écrivait dans un article du Télégramme du 6 novembre 2002 :

« le quotidien de Fanch Vidament était le suivant : ensemencer ses terres et peindre. Quelle différence ? Aucune car Vidament est un peintre de la terre, il aime la matière et la jette sur la toile à l'instar de Mathurin Méheut ou bien encore Eugène Leroy …..Si les thèmes abordés dans ses toiles sont de facture plutôt classique, il fait dépasser le propre cadre du sujet pour voir ce qui anime réellement l'artiste. La bataille des ocres, les entrelacements des bleus, les mariages insolites de couleurs laissent transparaître une âme en perpétuelle recherche d'une quête, celle du beau… »

André Legrand dans un de ses articles[Lequel ?] écrivait :

« Fanch Vidament se réclamait de Van Gogh, de Gauguin et de Modigliani, c'est vrai. Non par des références de copiste mais par de furtives parentés éclairant çà et là sa personnalité propre comme les reflets d'un feu de bois animants fugitivement l'âtre où il brûle…des chemins semblables à ceux de son coin de terre, des maisons aussi engoncées dans les paysages typiques que ses paysans dans leurs habits de tous les jours, des arbres traités comme des quenouilles, des personnages dans l'anonymat de visages sans yeux ni bouche… »

Xavier Grall écrivait en 1974 à propos de Fanch Vidament[Où ?] :

« Certaines toiles sont comme des femmes. On les a vues une fois et l'on en est fou. Cette passion sensuelle où l'esprit a sa part, je l'ai violemment ressentie… il y avait là un mélange rare de puissance et de tendresse. Une sorte d'alliance de la terre et de l'eau, une connivence de l'arbre et de la fleur. Quelque chose de primordial, de nécessaire, d'éternel…Il n'y a que les hommes vrais, les primitifs, ceux qui savent le vent, les feuilles, la nature et l'amour sur les couches de fougères, qui soient capables de créer cette vérité-là, avec cette force-là. Van Gogh eût aimé Fanch, j'en suis sûr, parce qu'il était comme çà lui, lui aussi, il portait l'odeur des granges, il peignait les blés et les étables, il aimait les choses vraies….Bon courage Fanch ! Les hommes te feront du mal, puisque tu as quelque chose à dire d'essentiel. Continue. Reste l'Homme d'en haut… »

Il a fait, de 1969 à 1982, une trentaine d'expositions. Il a peint environ 300 toiles, disséminées en Bretagne mais aussi en Allemagne, Belgique, Pays-Bas, Irlande et États-Unis. De nombreuses œuvres restent la propriété de sa veuve Marie-Thérèse et de ses deux filles[réf. nécessaire].

### Vie privée
Il a deux filles avec sa femme, Marie-Thérèse[réf. nécessaire].

## Principales expositions
- 1969 : Plouézec, Salle des jeunes, Exposition collective
- 1969 : Trébeurden, Mairie
- 1971 : Saint-Brieuc, MJC du Plateau, Première exposition personnelle
- 1972 : Carhaix, Exposition collective « Cinq siècles d’art », avec Hély Jézéquel, et Alain Géréec
- 1974 : Saint-Brieuc, Atelier Larvor
- 1977 : Paimpol, Exposition collective avec Jean-Marie Thoraval et Daniel Hillion
- 1979 : Trébeurden, Hôtel de la Corniche
- 1980 : Brest, Galerie Raub
- 1980 : Pont-Aven
- 1981 : Lorient, Galerie de l'école des Beaux-arts
- 1981 : Saint-Malo, Librairie du Môle
- 1982 : Paimpol, Collège de Lanvignec
- 1982 : Dinard, Palais des congrès
- 1982 : Le Conquet, Galerie Kerangard
- 1985 : Saint-Brieuc, Centre d’action culturelle
- 1985 : Paimpol, Galerie Alain Le Nost
- 1987 : Guingamp, Mairie
- 1988 : Lannion, Centre Savidan
- 1991 : Plouha, Foyer breton
- 1992 : Ploubazlanec, Salle polyvalente
- 2000 : Guerlesquin, Invité d’honneur de l'académie du Taureau
- 2001 : Guerlesquin, Les halles
- 2002 : Loc-Envel, Café littéraire « L'air du temps »
- 2003 : Saint-Servais, Musée Yan' Dargent
- 2008 : Paimpol, Armel Galerie
- 2012 : Locarn, Maison du patrimoine
- 2013 : Pontrieux, Mairie
- 2015 : Lanrodec, Mairie
- 2021 : Le Faouët, Musée de la peinture, Trois œuvres présentées dans une exposition collective thématique « Le paysan Breton dans la peinture »

## Hommage
La commune de Paimpol lui a dédié une rue, dans le secteur de Kérity[réf. nécessaire].